# Hypena iridis
Hypena iridis là một loài bướm đêm trong họ Erebidae.